# Nurudea shiraii
Nurudea shiraii är en insektsart. Nurudea shiraii ingår i släktet Nurudea och familjen långrörsbladlöss. Inga underarter finns listade i Catalogue of Life.